# Перетасовка
«Перетасовка» — драматичний фільм 2011 року.

## Зміст
Це історія людини, яка раптом починає жити не по порядку, кожен день він прокидається іншого віку, в інший день його життя, не знаючи, де і коли він виявиться після чергового сну. Він переляканий до смерті і хоче якось це зупинити. Незабаром він зауважує деяку залежність і порядок в що відбувається і намагається зупинити кошмар, дізнатися хто в цьому винен.